# Jaropolk Izjaslavitsj

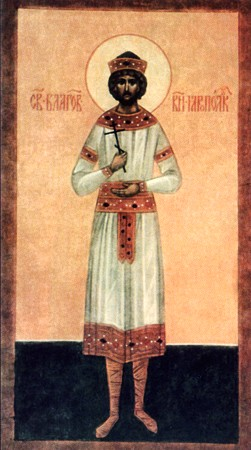
Icoon van de heilige Jaropolk

Jaropolk van Toerov (Russisch: Ярополк Изяславич, Jaropolk Izjaslavitsj) (ca. 1045 - 22 november 1086) was vorst van Wolynië en Toerov (in oblast Gomel). 

## Heilige
Jaropolk wordt in de Oosters-orthodoxe Kerk als een heilige beschouwd. Zijn feestdag is 22 november. Hij deed grote schenkingen aan de Sint-Pieterskerk in Kiev, stichtte een Sint-Pieterskerk in het Sint-Michielsklooster (Kiev) (mogelijk dezelfde kerk?) en gaf volgens kronieken een tiende deel van zijn bezit aan de "Moeder van God". Door zijn grote schenkingen en zijn goede band met de kerk en de paus, werd Jaropolk later als een heilige beschouwd.

## Biografie
Jaropolk was een zoon van Izjaslav I van Kiev en Gertrude van Polen (ca. 1025 - 4 januari 1108), dochter van Mieszko II Lambert van Polen en Richeza van Lotharingen. Izjaslav werd in 1054 grootvorst van Kiev, maar had voortdurend te maken met veel interne tegenstand. In 1067 moest hij naar Polen vluchten maar kon met Poolse hulp in 1069 zijn positie weer herwinnen.
In 1073 moest Izjaslav opnieuw naar het westen vluchten. Bolesław II van Polen wilde hem nu niet weer helpen. Izjaslav trok verder naar het hof van keizer Hendrik IV en stuurde Jaropolk naar Rome om paus Gregorius VII om steun te vragen. Jaropolk erkende het gezag van de paus over de Russische vorstendommen en beklaagde zich over de opstelling van Bolesław van Polen. Gregorius erkende Izjaslav als "Rex Rusiae" (koning van de Russen) en stuurde twee legaten om Izjaslav te helpen. Door hun hulp kreeg hij nu wel steun van Bolesław om in 1077 Kiev opnieuw binnen te trekken. Jaropolk werd bestuurder van Vyshhorod (tegenwoordig een voorstad van Kiev).
Jaropolk vocht in 1078 mee met zijn vader tegen de opstandige prinsen Oleg Svjatoslavitsj en Boris Vjatsjeslavitsj. Izjaslav sneuvelde dat jaar bij Tsjernihiv. Jaropolks oom Vsevolod I van Kiev werd grootvorst, en Jaropolk werd prins van Wolynië en Toerov. Daarbij voerde hij ook de (betekenisloze) titel van koning van de Russen. Deze titel zou door de vorsten van Wolynië en hun opvolgers worden gevoerd - tot aan keizer Karel I van Oostenrijk. Jaropolk was een kandidaat voor de functie van grootvorst en de spanning met Vsevolod liep mede daardoor steeds meer op. In 1084 stuurde Vsevolod een expeditie onder Vladimir Monomach om met Jaropolk af te rekenen. Jaropolk vluchtte uit zijn vesting Loetsk naar Polen. Vladimir kon zonder problemen Loetsk innemen, met daarin Jaropolks moeder en zijn schatten.
Het volgende jaar kon Jaropolk terugkomen en kreeg hij zijn vorstendom terug. In 1087 werd hij vermoord door een man met de naam Neradets, die daarna zijn toevlucht zocht bij vorst Rjoerik van Peremysjl. Jaropolk werd begraven in de Sint-Pieterskerk in Kiev.

## Familie
Jaropolk was getrouwd (ca. 1073) met Kunigunde van Weimar (ca. 1055 - 8 juni 1140). Zij was een dochter van Otto I van Weimar en Adela van Brabant (ca. 1030 - 1083). Jaropolk en Kunigunde kregen de volgende kinderen:
- Anastasia (1074 - 8 januari 1159), getrouwd met Gleb Vseslavitsj;
- Jaroslav, vluchtte in 1101 uit Kiev maar werd gevangengenomen door Jaroslav (zoon van Svjatopolk II van Kiev) en stierf op 11 augustus 1102 in gevangenschap in Kiev;
- een dochter, gehuwd met Gunther I van Schwarzburg;
- Vjatsjeslav, vergezelde in 1103 Vladimir Monomach naar Perejaslavl, overleed 13 december 1104.